# Erica leucotrachela
Erica leucotrachela är en ljungväxtart. Erica leucotrachela ingår i släktet klockljungssläktet, och familjen ljungväxter.

## Underarter
Arten delas in i följande underarter:
- E. l. leucotrachela
- E. l. monicae